# Лоренс Крик (Оклахома)
Лоренс Крик (енгл. Lawrence Creek) град је у америчкој савезној држави Оклахома.

## Демографија
По попису из 2010. године број становника је 149, што је 30 (25,2%) становника више него 2000. године.
| Група             | 2000.       | 2010.       |
| Белци             | 106 (89,1%) | 132 (88,6%) |
| Афроамериканци    | 0 (0,0%)    | 0 (0,0%)    |
| Азијати           | 0 (0,0%)    | 0 (0,0%)    |
| Хиспаноамериканци | 1 (0,8%)    | 7 (4,7%)    |
| Укупно            | 119         | 149         |